# Alejo García Pintos
Alejo García Pintos (La Plata, Argentina,4 de fevereiro de 1967) é um ator platense de cinema e televisão.

## Trabalhos
Televisão
- 2007 - Casi Ángeles "Bartolomeu Bedoya Agüero"
- 2006 - Chiquititas Sin Fin "Pierre Demont"
- 2004,2005 - Floricienta "Evaristo"
- 2003 - Rincón de Luz (Participação) "Lito Ramos"